# 香港生產力促進局

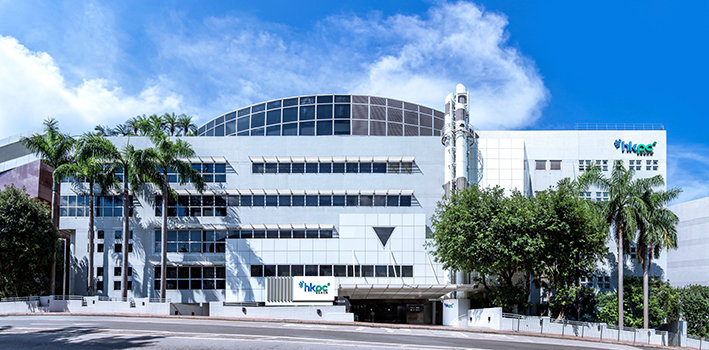
位於九龍達之路的生產力大樓

香港生產力促進局（英語：Hong Kong Productivity Council；簡稱：生產力局）是香港的工商業支援機構，於1967年依據第1116章《香港生產力促進局條例》成立，是香港的法定機構。
生產力局致力以世界級的先進技術和創新服務，驅動香港企業提升卓越生產力。生產力局作為工業4.0和企業4.0促進者，致力加速香港新型工業化發展，全面促進香港成為國際創新科技中心及智慧城市；並提供全方位的創新方案，以提升企業生產力和業務效率、減省營運成本，令企業在本地和海外市場中保持競爭優勢。生產力局積極與本地工商界及世界級研發機構合作，開發應用技術方案，為產業創優增值。透過產品創新和技術轉移，成功讓研發成果商品化，製造商機。多年來，生產力局的世界級研發成果獲得廣泛肯定，屢獲本地及海外獎項殊榮。生產力局亦致力為中小企和初創企業提供即時和適切的支援，並提供各類未來技能發展課程，讓企業掌握最新數碼及創科教育技術，以加強企業技能及提升市場競爭力。
生產力局總部位於1990年落成的九龍塘達之路78號生產力大樓，原址前身是九龍塘小西湖村。生產力局的部份經費由香港特別行政區政府資助，其餘則來自服務收費。
生產力局亦於深圳及東莞設有附屬的顧問公司，為中國內地的港資企業提供支援服務。

## 現任理事會
生產力局的工作由理事會管轄，成員來自資方、勞方、學術界、專業團體和關乎生產力事務的政府部門。
- 主席：陳祖恒先生
- 副主席：健安先生
- 總裁：畢堅文先生
- 首席數碼總監：黎少斌先生
- 首席技術總監：張梓昌博士
- 首席資助計劃總監：林芷君女士
- 首席創新總監：都永海先生

### 歷任主席
- 1967年至？：鍾士元先生[1]
- 1982年至1985年：李鵬飛先生
- 1994年至2002年12月：方鏗先生
- 2003年1月至2009年6月30日：梁君彥先生
- 2009年7月至2015年6月30日：陳鎮仁先生
- 2015年7月至2016年6月：劉展灝先生
- 2016年6月至2016年8月：伍志強先生（署任）
- 2016年至2022年：林宣武先生
- 2022年8月至今：陳祖恒先生

### 歷任副主席
- 1994年至2005年：王明鑫先生
- 2005年1月至2010年：譚偉豪先生
- 2010年至2016年12月：伍志強先生
- 2017年至2022年12月：黃志光先生
- 2023年1月至今：于健安先生

### 歷任總裁
1. 胡禮智（1976年4月1日至1981年10月19日）[2][3][4]
2. 陳少感（1981年12月1日至1996年12月31日）[5][6]
3. 鄧觀瑤（1997年1月1日至2003年3月8日）[6]
4. 楊國強（2003年9月1日至2006年8月31日）[6]
5. 馮永業（2006年12月27日至2010年4月23日）[7][8]
6. 麥鄧碧儀（2010年11月1日至2017年10月31日）[9][10]
7. 畢堅文（2017年12月18日至今）[11]

## 組織架構
數碼科
- 商品化及業務發展組
- 數碼轉型部
- 數碼工作支援组
- 內地業務部
- 機械人及人工智能部
- 智能製造部

資助計劃科
- 中小企資助計劃部
- 科技資助計劃部

智慧生活創新科
- 汽車科技研發中心
- 綠色生活與創新部
- 新世代企業及技能發展部
- 智慧城市部

合規及內部審計辦公室
企業拓展部
理事會秘書處
財務及採購部
人力資源及物業設施管理部

## 服務
- 新型工業化
- 工業物聯網
- 人工智能和機械人
- 新穎物料
- 先進製造技術
- 數碼轉型
- 智能運輸
- 綠色科技
- 食品科技
- 樂齡科技
- 企業可持續發展
- 測試及標準

- 其他服務
  - 「知創空間」 （页面存档备份，存于） - 「知創空間」（Inno Space）一直促進創科教育和創業，特別為中學、大學和高等院校推出了先導計劃。同時透過技術支援和知識分享，協助初創企業及創客，將創意轉化為工業設計、原型及產品，培育本港的初創生態，促進「新型工業化」。
  - 中小企資援組 （页面存档备份，存于） - 透過與中小企直接見面會談，協助他們配對合適的資助計劃方案，並解答申請上的問題，以提高中小企對政府資助計劃的認知，鼓勵他們善用政府提供的支援。
  - 生產力學院 （页面存档备份，存于） - 為工商界舉辦多項專業培訓課程，讓業界人士藉此提升及增進其業內知識和技能。
  - 香港電腦保安事故協調中心 （页面存档备份，存于） - 為本地企業及互聯網用戶提供資訊保安事故的消息和防禦指引、事故回應及支援服務，及提高保安意識。

## 附屬公司
香港附屬公司
- 生產力科技（控股）有限公司
- 生產力（控股）有限公司及大灣區的獨資企業

內地附屬／合營公司
- 生產力（東莞）諮詢有限公司
- 生產力（深圳）諮詢有限公司
- 香港生產力促進局大灣區未來人才發展中心
- 香港生產力促進局深圳創新及技術中心(福田)

## 批評
室內空氣質素資訊中心（英語：IAQ Information Centre）是香港環境保護署有關室內空氣質素的資訊中心，位於九龍九龍塘達之路78號生產力大樓一樓，由香港生產力促進局負責管理，於2001年1月正式啟用。
中心成立的目的是向業主、物業管理公司和一般市民推廣及宣傳如何保持優良室內空氣質素的知識，並推廣室內空氣質素管理計劃 。
審計署於2011年4月的審計報告中，批評環保署推廣改善室內空氣質素不力，並指室內空氣質素資訊中心訪客過少。。

## 外部連結
- 室內空氣質素資訊中心（页面存档备份，存于）

## 辦事處
- 香港總部：香港九龍達之路78號生產力大樓
- 內地：
  - 生產力（東莞）諮詢有限公司：中國廣東省東莞市莞城街道莞太路南城段34號4號樓107室
  - 生產力（深圳）諮詢有限公司：中國廣東省深圳市福田區市花路長富金茂大廈1號樓18樓

## 外部鏈接
- 香港生產力促進局 （页面存档备份，存于）
- 香港特別行政區商務及經濟發展局 （页面存档备份，存于）
- 香港特別行政區創新科技署 （页面存档备份，存于）
- 香港科技園 （页面存档备份，存于）
- 投資推廣署 （页面存档备份，存于）
- 數碼港 （页面存档备份，存于）
- 香港工業總會 （页面存档备份，存于）
- 香港總商會 （页面存档备份，存于）
- 香港中華廠商聯合會 （页面存档备份，存于）
- 香港中華總商會 （页面存档备份，存于）
- 香港貿易發展局 （页面存档备份，存于）
- 香港品質保證局 （页面存档备份，存于）
- 職業訓練局 （页面存档备份，存于）
- StartupInno 創科導航 （页面存档备份，存于）